# Samuel Adegbenro
Samuel Adeniyi Adegbenro (* 3. Dezember 1995 in Oshogbo) ist ein nigerianischer Fußballspieler. 

## Sportlicher Werdegang
Adegbenro spielte in seinem Heimatland in der Jugend für Prime FC und ab 2012 für Kwara United, wo er erste Schritte im Erwachsenenbereich machte. Anfang 2015 wechselte er gemeinsam mit Suleiman Abdullahi zum norwegischen Klub Viking Stavanger. Unter Kjell Jonevret etablierte er sich schnell in der Stammformation und verpasste in seiner Debütsaison mit dem Klub als Tabellenfünfter nur knapp den Europapokal. Nach einem achten Tabellenplatz im Folgejahr rutschte der Verein unter dem neuen Trainer Ian Burchnall in der Spielzeit 2017 in den Abstiegskampf.
Im August 2017 wechselte Adegbenro, bis dato mit sechs Saisontoren bester Torschütze von Viking, innerhalb der Eliteserien zum Ligakonkurrenten Rosenborg Trondheim und unterzeichnete dort einen bis Ende 2021 gültigen Vertrag. Hier war er maßgeblich an der Qualifikation für die Gruppenphase zur UEFA Europa League 2017/18 beteiligt, als er sowohl beim 1:0-Auswärtserfolg im Hinspiel bei Ajax Amsterdam als auch im Rückspiel der Play-offs jeweils als Einwechselspieler traf, dabei verhalf er im Rückspiel mit seinen zwei Toren zur Drehung des zwischenzeitlichen 1:2-Rückstandes zu einem 3:2-Erfolg. Während er mit zwei Saisontoren zur Meisterschaft beitrug, schied er mit der Mannschaft im Europapokal in der Gruppenphase aus. Die folgenden Jahre waren von Verletzungen überschattet, so dass er nur unregelmäßig zum Einsatz kam. Beim Doublegewinn 2018 kam er nur zu sieben Einsätzen in der Meisterschaft, stand aber im Endspiel um den norwegischen Pokal beim 4:1-Erfolg über Strømsgodset IF in der Startelf.
Nachdem Adegbenro sich weder unter Eirik Horneland noch dessen Nachfolger Åge Hareide dauerhaft in der Spielzeit 2020 durchsetzen konnte, wechselte er Anfang 2021 zum schwedischen Klub IFK Norrköping. Hier avancierte er unter Trainer Rikard Norling, der ebenfalls kurz zuvor zum Klub gestoßen war, zum regelmäßigen Torschützen in der schwedischen Meisterschaft. Mit 17 Saisontoren wurde er letztlich als Nachfolger seines Mannschaftskameraden Christoffer Nyman Torschützenkönig der Allsvenskan-Spielzeit 2021 und führte den Klub auf den siebten Tabellenplatz.
Anfang März 2022 verließ Adegbenro nach nur einer Spielzeit IFK Norrköping und wechselte zum chinesischen Klub Beijing Guoan. Zuvor kam es zu Verstimmungen beim Klub, da der Agent des Spielers den Transfer trotz zwei Jahren Restvertragslaufzeit stark forciert und der Spieler in der Folge die Trainingsteilnahme verweigert hatte, so dass er auch in einem Vorbereitungsspiel gegen IF Brommapojkarna nicht mitwirkte.